# Административное деление Донецкой губернии на 3 июня 1925 года

## Донецкая губерния. 3 июня 1925 года
Делилась на округа и районы
- общее число округов — 5
- общее число районов — 67
- центр губернии — город Артёмовск
- список округов:

1. Артёмовский
2. Луганский
3. Мариупольский
4. Сталинский
5. Старобельский

### Артёмовский округ
- общее число районов — 15
- центр округа — Артёмовск
- Список районов:

1. Александровский
2. Артёмовский
3. Гришинский
4. Енакиевский
5. Железнянский
6. Зайцевский
7. Константиновский
8. Краматоровский
9. Лиманский
10. Лисичанский
11. Ново-Экономический
12. Попаснянский
13. Райалександровский
14. Сергеевский
15. Славянский

### Луганский округ
- общее число районов — 16
- центр округа — Луганск
- Список районов:

1. Алчевский (б. Алмазнянский)
2. Ворошиловский
3. Городищенский
4. Дмитриевский
5. Ивановский
6. Каменнобродский
7. Краснолучский
8. Лозово-Павловский
9. Ново-Светловский
10. Петропавловский
11. Ровенецкий
12. Славяносербский
13. Сорокинский
14. Станично-Луганский
15. Успенский
16. Шараповский

### Мариупольский округ
- общее число районов — 11
- центр округа — Мариуполь
- вновь образованы (или вошли в состав):

1. Андреевский район (из Бердянского округа) — часть
2. Бердянский район (из города Бердянск и Новоспасовского района Бердянского округа)
3. Ногайский район (из Бердянского района) — село Богородицкое
4. Цареконстантиновский район (из Бердянского округа) — без сёл: Конские Раздоры, Берестоватское, Новоспаское

- переименованы:

1. Александро-Невский район в Люксембургский немецкий район

- Список районов:

1. Андреевский
2. Бердянский
3. Володарский
4. Люксембургский немецкий
5. Мангушский
6. Ново-Николаевская
7. Новосёловский
8. Октябрьский
9. Старо-Каранский
10. Старо-Керменчикский
11. Цареконстантиновский

### Сталинский округ
- Согласно протоколу заседания президиума Стыльского райисполкома о переименовании района № 32 от 6 августа 1925 года, Стыльский район Сталинского округа переименован в Бешевский.
- общее число районов — 12
- центр округа — Сталино
- Список районов:

1. Авдеевский
2. Амвросиевский
3. Андреевский
4. Больше-Янисольский
5. Макеевский
6. Марьинский
7. Павловский
8. Селидовский
9. Сталинский
10. Стыльский
11. Харцызский
12. Чистяковский

### Старобельский округ
- общее число районов — 14
- центр округа — Старобельск
- Список районов:

1. Александровский
2. Беловодский
3. Белокуракинский
4. Белолуцкий
5. Евсугский
6. Каменский
7. Марковский
8. Мостовский
9. Ново-Айдарский
10. Ново-Астраханский
11. Осиновский
12. Смолянинский
13. Старобельский
14. Стрельцовский